# 科羅納迪圖森 (亞利桑那州)
科羅納迪圖森（英語：Corona de Tucson）是位於美國亞利桑那州皮馬縣的一個人口普查指定地區。根據2010年美國人口普查，該地共人口500人，而該地的面積約為15.77平方千米。

## 地理
科羅納迪圖森的座標為31°57′28″N 110°46′02″W / 31.95778°N 110.76722°W，而該地最高點為海拔高度1000米（即3281英尺）。